# Caradrina camina
Caradrina camina là một loài bướm đêm trong họ Noctuidae.